# Francisco Perlo
Francisco Alfonso „Fran” Perlo Marín (ur. 16 maja 1987 w Valencii) – wenezuelski trener piłkarski pochodzenia włoskiego.

## Życiorys
Perlo pochodzi z miasta Valencia w stanie Carabobo. Nigdy nie był profesjonalnym piłkarzem i występował jedynie w zespołach młodzieżowych z Valencii. Karierę trenerską rozpoczynał w wieku siedemnastu lat, prowadząc szkolną drużynę Colegio Cristo Rey (2004–2007). Następnie pracował z juniorami w lokalnej amatorskiej drużynie Centro Italo de Valencia (2006–2011). Do roli szkoleniowca przygotowywał się na kursach w ojczyźnie, Argentynie oraz USA. W kolejnych latach z powodzeniem pracował jako trener juniorów – kolejno w Academia Sefarti (2008–2009), stołecznym klubie Caracas FC (2011, prowadził tam ekipy do lat czternastu i szesnastu), szkółce młodzieżowej SecaSport (2011–2014) oraz klubie Carabobo FC (2014–2015). Trenował również reprezentację stanu Carabobo do lat szesnastu (2012–2014) oraz był asystentem trenera w drugoligowym zespole SC Guaraní (2014).
W sierpniu 2015 Perlo wyjechał do Panamy, gdzie został trenerem przygotowania fizycznego w drugoligowcu Costa del Este FC. Już w styczniu 2016 objął natomiast rolę pierwszego szkoleniowca tego zespołu. W jesiennym sezonie Apertura 2016 poprowadził swój zespół do mistrzostwa drugiej ligi. Jego ekipa dysponowała wówczas bardzo młodym składem (średnia wieku zawodników oscylowała wokół dwudziestu jeden lat). Ostatecznie Costa del Este nie awansowała jednak do najwyższej klasy rozgrywkowej wobec porażki w barażach z Independiente La Chorrera. Następnie Perlo przez kilka miesięcy był trenerem innego panamskiego drugoligowca – Leones de América FC.
W styczniu 2018 Perlo został zatrudniony w pierwszoligowym klubie Independiente La Chorrera jako szkoleniowiec drużyny do lat siedemnastu. W styczniu 2019 zastąpił Donaldo Gonzáleza w roli pierwszego trenera Independiente. Tam już w swoim debiutanckim, wiosennym sezonie Clausura 2019 wywalczył tytuł mistrza Panamy. Miał wówczas zaledwie 32 lata i został pierwszym trenerem narodowości wenezuelskiej, który zdobył mistrzostwo tego kraju. Został również wybrany w oficjalnym plebiscycie najlepszym szkoleniowcem ligi panamskiej. Równolegle jego podopieczni zanotowali bardzo udany występ w rozgrywkach Ligi Mistrzów CONCACAF, gdzie sensacyjnie dotarli do ćwierćfinału, po drodze pokonując wyżej notowany Toronto FC (4:0, 1:1).